# Antona clavata
Antona clavata är en fjärilsart som beskrevs av Walker 1854. Antona clavata ingår i släktet Antona och familjen björnspinnare. Inga underarter finns listade i Catalogue of Life.